# Olympische Jugend-Sommerspiele 2014/Teilnehmer (Sudan)
| Gelbes Symbol für Goldmedaillen mit stilisierten Olympischen Ringen | Graues Symbol für Silbermedaillen mit stilisierten Olympischen Ringen | Braundes Symbol für Bronzemedaillen mit stilisierten Olympischen Ringen |
| ------------------------------------------------------------------- | --------------------------------------------------------------------- | ----------------------------------------------------------------------- |
| —                                                                   | —                                                                     | —                                                                       |

Die Jugend-Olympiamannschaft aus Sudan für die II. Olympischen Jugend-Sommerspiele vom 16. bis 28. August 2014 in Nanjing (Volksrepublik China) bestand aus fünf Athleten.

## Athleten nach Sportarten

### Leichtathletik
| Mädchen - Safa Malik 400 m Hürden: 16. Platz 8 × 100 m Mixed: disqualifiziert (Vorlauf) | Jungen - Ibrahim Adam 800 m: 12. Platz 8 × 100 m Mixed: 27. Platz - Adam Abdelwahab 1500 m: 9. Platz 8 × 100 m Mixed: 59. Platz - Adam Mohamed 3000 m: 11. Platz 8 × 100 m Mixed: 7. Platz - Hossny Eisa 2000 m Hindernis: 9. Platz 8 × 100 m Mixed: 11. Platz |